# Opatovice (district de Přerov)
Pour les articles homonymes, voir Opatovice.
Opatovice (en allemand : Opatowitz) est une commune du district de Přerov, dans la région d'Olomouc, en République tchèque. Sa population s'élevait à 818 habitants en 2020.

## Géographie
Opatovice se trouve à 5,5 km au sud de Hranice, à 21,5 km à l'est-nord-est de Přerov, à 37 km à l'est-sud-est d'Olomouc et à 247 km à l'est-sud-est de Prague.
La commune est limitée par Teplice nad Bečvou et Ústí au nord, par Malhotice à l'est, par Býškovice au sud, et par Rakov et Paršovice à l'ouest.

## Histoire
La première mention écrite de la localité date de 1353.

## Transports
Par la route, Opatovice se trouve à 6 km de Hranice, à 26,5 km de Přerov, à 45 km d'Olomouc et à 308 km de Prague.